# Liste der State-, U.S.- und Interstate-Highways in Pennsylvania
Das Pennsylvania Department of Transportation (PennDOT) ist verantwortlich für die Instandhaltung sowie die Klassifizierung des Straßennetzes in Pennsylvania. Das Straßennetz umfasst Interstate Highways, U.S. Routes sowie Pennsylvania Routes.

## Interstate Highways
| Name           | Länge (mi.) | Länge (km) | Beginn                                     | Ende                                   | Bemerkungen                                                                 |
| -------------- | ----------- | ---------- | ------------------------------------------ | -------------------------------------- | --------------------------------------------------------------------------- |
| Interstate 70  | 174         | 280        | Grenze zu West Virginia bei West Alexander | Grenze zu Maryland bei Warfordsburg    | Pennsylvania Turnpike Dwight D. Eisenhower Highway                          |
| Interstate 76  | 353         | 568        | Grenze zu Ohio bei New Castle              | Grenze zu New Jersey am Delaware River | Pennsylvania Turnpike Schuylkill Expressway                                 |
| Interstate 78  | 78          | 126        | Harrisburg                                 | Grenze zu New Jersey am Delaware River | 78th Division Highway                                                       |
| Interstate 79  | 183         | 295        | Grenze zu West Virginia bei Mount Morris   | Erie                                   | Raymond P. Shafer Highway                                                   |
| Interstate 80  | 311         | 501        | Grenze zu Ohio bei Wheatland               | Grenze zu New Jersey am Delaware River | Keystone Shortway Z. H. Confair Memorial Highway                            |
| Interstate 81  | 233         | 375        | Grenze zu Maryland bei Greencastle         | Grenze zu New York bei Great Bend      | American Legion Memorial Highway                                            |
| Interstate 83  | 50          | 80         | Grenze zu Maryland bei Shrewsbury          | bei Harrisburg                         | Veterans of Foreign Wars of the United States Memorial Highway              |
| Interstate 84  | 54          | 87         | bei Dunmore                                | Grenze zu New York bei Matamoras       | Fallen Trooper Memorial Highway                                             |
| Interstate 86  | 7           | 11         | Erie                                       | Grenze zu New York bei North East      | Hopkins-Bowser Highway                                                      |
| Interstate 90  | 46          | 74         | Grenze zu Ohio bei West Springfield        | Grenze zu New York bei North East      | AMVETS Memorial Highway                                                     |
| Interstate 95  | 51          | 82         | Grenze zu Delaware in Marcus Hook          | Grenze zu New Jersey in Yardley        | Vietnam Veterans Memorial Highway                                           |
| Interstate 99  | 86          | 138        | bei Bedford                                | Bellefonte                             | Bud Shuster Highway Appalachian Thruway                                     |
| Interstate 176 | 12          | 19         | in Morgantown                              | in Reading                             | Morgantown Expressway                                                       |
| Interstate 276 | 33          | 53         | in King of Prussia                         | Grenze zu New Jersey in Bristol        | Pennsylvania Turnpike                                                       |
| Interstate 376 | 85          | 137        | in West Middlesex                          | in Monroeville                         | "Beaver Valley Expressway James E. Ross Highway Penn-Lincoln Parkway        |
| Interstate 476 | 132         | 212        | in Chester                                 | in Clarks Summit                       | Veterans Memorial Highway Pennsylvania Turnpike Northeast Extension         |
| Interstate 676 | 3           | 5          | in Philadelphia                            | in Philadelphia                        | Vine Street Expressway                                                      |
| Interstate 279 | 13          | 21         | in Pittsburgh                              | in Franklin Park                       | North Shore Expressway East Street Valley Expressway North Hills Expressway |
| Interstate 579 | 2           | 3          | Pittsburgh                                 | in Pittsburgh                          | Crosstown Boulevard                                                         |
| Interstate 180 | 29          | 47         | in Williamsport                            | in Milton                              |                                                                             |
| Interstate 380 | 28          | 45         | in Crescent Lake                           | in Scranton                            |                                                                             |
| Interstate 283 | 3           | 5          | in High Spire                              | in Paxtang                             |                                                                             |

## U.S. Routes
| Name           | Länge (mi.) | Länge (km) | Beginn                                          | Ende                                                                 | Bemerkungen                                                                             |
| -------------- | ----------- | ---------- | ----------------------------------------------- | -------------------------------------------------------------------- | --------------------------------------------------------------------------------------- |
| U.S. Route 1   | 81          | 130        | Grenze zu Maryland in Sylmar                    | Grenze zu New Jersey in Morrisville                                  | John H. Ware III Memorial Highway Roosevelt Boulevard Martin Luther King Jr. Expressway |
| U.S. Route 6   | 394         | 634        | Grenze zu Ohio bei Pennline                     | Grenze zu New York bei Matamoras                                     | Grand Army of the Republic Highway                                                      |
| U.S. Route 11  | 247         | 398        | Grenze zu Maryland in State Line                | Grenze zu New York bei Great Bend                                    |                                                                                         |
| U.S. Route 13  | 49          | 79         | Grenze zu Delaware in Marcus Hook               | in Morrisville                                                       |                                                                                         |
| U.S. Route 15  | 189         | 304        | Grenze zu Maryland bei Fairplay                 | Grenze zu New York bei Lawrenceville                                 | Marine Corps League Memorial Highway                                                    |
| U.S. Route 19  | 188         | 303        | Grenze zu West Virginia bei Mount Morris        | Erie                                                                 | William Flinn Highway Perry Highway                                                     |
| U.S. Route 20  | 45          | 72         | Grenze zu Ohio bei West Springfield             | Grenze zu New York bei State Line                                    | Ulysses S. Grant Highway                                                                |
| U.S. Route 22  | 319         | 513        | Grenze zu West Virginia bei Paris               | Grenze zu New Jersey in Easton                                       | William Penn Highway                                                                    |
| U.S. Route 30  | 324         | 521        | Grenze zu West Virginia bei Hookstown           | Grenze zu New Jersey in Philadelphia                                 | Lincoln Highway                                                                         |
| U.S. Route 40  | 83          | 134        | Grenze zu Ohio bei West Alexander               | Grenze zu Maryland bei Addison                                       | National Road                                                                           |
| U.S. Route 62  | 115         | 185        | Grenze zu Ohio in Sharon                        | Grenze zu New York bei Russell                                       |                                                                                         |
| U.S. Route 119 | 129         | 208        | Grenze zu West Virginia bei Point Marion        | bei DuBois                                                           |                                                                                         |
| U.S. Route 202 | 59          | 95         | Grenze zu Delaware bei Johnson Corners          | Grenze zu New Jersey in New Hope                                     |                                                                                         |
| U.S. Route 206 | 0,4         | 1          | bei Delaware Water Gap National Recreation Area | Grenze zu New Jersey bei Delaware Water Gap National Recreation Area |                                                                                         |
| U.S. Route 209 | 149         | 240        | Millersburg                                     | Grenze zu New York bei Matamoras                                     |                                                                                         |
| U.S. Route 219 | 208         | 335        | Grenze zu New York bei Foster Brooke            | Grenze zu Maryland bei Salisbury                                     | North Star Way Buffalo-Pittsburgh Highway                                               |
| U.S. Route 220 | 238         | 383        | Grenze zu Maryland bei Centerville              | Grenze zu New York bei South Waverly                                 | Appalachian Thruway Bud Shuster Highway                                                 |
| U.S. Route 222 | 90          | 145        | Grenze zu Maryland bei Wakefield                | bei Allentown                                                        |                                                                                         |
| U.S. Route 224 | 10          | 16         | Grenze zu Ohio bei Peanut                       | New Castle                                                           | Youngstown-Poland Road State Street                                                     |
| U.S. Route 322 | 357         | 575        | Grenze zu Ohio bei Turnersville                 | Grenze zu New Jersey bei Chester                                     | 28th Division Highway                                                                   |
| U.S. Route 422 | 82          | 132        | bei Hershey                                     | in King of Prussia                                                   | Benjamin Franklin Highway                                                               |
| U.S. Route 522 | 127         | 204        | Grenze zu Maryland bei Warfordsburg             | in Selinsgrove                                                       | Great Cove Road Croghan Pike                                                            |

## Pennsylvania Routes

### 1 – 100
| Name                   | Länge (mi.) | Länge (km) | Beginn                                     | Ende                                          | Bemerkungen                            |
| ---------------------- | ----------- | ---------- | ------------------------------------------ | --------------------------------------------- | -------------------------------------- |
| Pennsylvania Route 1   | 359         | 578        | Grenze zu West Virginia bei Hookstown      | Grenze zu New Jersey in Philadelphia          | Lincoln Highway, aufgehoben 1930       |
| Pennsylvania Route 2   | 163         | 262        | Philadelphia                               | Grenze zu New York bei Great Bend             | Lackawanna Trail, aufgehoben 1930      |
| Pennsylvania Route 3   | 23          | 37         | West Chester                               | Philadelphia                                  |                                        |
| Pennsylvania Route 4   | 209         | 336        | Grenze zu Maryland bei Shrewsbury          | Grenze zu New York bei Lawrencehill           | Susquehanna Trail, aufgehoben 1930     |
| Pennsylvania Route 5   | 45          | 72         | bei West Springfield                       | Grenze zu New York bei Orchard Beach          | Purple Heart Highway                   |
| Pennsylvania Route 6   | 249         | 401        | Grenze zu Maryland bei Salisbury           | Grenze zu New York bei Bradford               | Old Monument Trail, aufgehoben 1930    |
| Pennsylvania Route 7   | 403         | 649        | Erie                                       | Grenze zu New York bei Matamoras              | Roosevelt Highway, aufgehoben 1930     |
| Pennsylvania Route 8   | 146         | 235        | in Pittsburgh                              | Erie                                          | William Flinn Highway                  |
| Pennsylvania Route 9   | 110         | 177        | in Norristown                              | in Clarks Summit                              | Pennsylvania Turnpike, aufgehoben 1996 |
| Pennsylvania Route 10  | 49          | 79         | Oxford                                     | Reading                                       |                                        |
| Pennsylvania Route 11  | 82          | 132        | Grenze zu West Virginia bei West Alexander | Grenze zu Maryland bei Shrewsbury             | aufgehoben 1926                        |
| Pennsylvania Route 12  | 10          | 16         | Reading                                    | Pricetown                                     |                                        |
| Pennsylvania Route 13  | 169         | 272        | Grenze zu Maryland bei State Line          | in Chestnut Hill                              | aufgehoben 1930                        |
| Pennsylvania Route 14  | 53          | 85         | in Trout Run                               | Grenze zu New York bei Fassett                |                                        |
| Pennsylvania Route 15  | 33          | 53         | Wilkes-Barre                               | Mount Pocono                                  | aufgehoben 1928                        |
| Pennsylvania Route 16  | 41          | 66         | in McConnellsburg                          | Grenze zu Maryland bei Liberty Mills          |                                        |
| Pennsylvania Route 17  | 7           | 11         | im Greenfield Township                     | Grenze zu New York                            | aufgehoben 1999                        |
| Pennsylvania Route 17  | 34          | 55         | Blain                                      | in Liverpool                                  |                                        |
| Pennsylvania Route 18  | 179         | 288        | Grenze zu West Virginia bei Garrison       | Lake City                                     |                                        |
| Pennsylvania Route 19  | 174         | 280        | Lewistown                                  | Grenze zu New York bei Darbytown              | aufgehoben 1930                        |
| Pennsylvania Route 21  | 52          | 84         | Grenze zu West Virginia bei Wiley          | in Uniontown                                  | Roy E. Furman Highway                  |
| Pennsylvania Route 22  | 60          | 97         | Allentown                                  | Wilkes-Barre                                  | aufgehoben 1930                        |
| Pennsylvania Route 23  | 80          | 129        | Marietta                                   | West Philadelphia                             |                                        |
| Pennsylvania Route 24  | 29          | 47         | Grenze zu Maryland bei Stewartstown        | Mount Wolf                                    |                                        |
| Pennsylvania Route 25  | 35          | 56         | Millersburg                                | Newtown                                       |                                        |
| Pennsylvania Route 26  | 128         | 206        | Grenze zu Maryland bei Stewartstown        | Howard                                        |                                        |
| Pennsylvania Route 27  | 62          | 100        | Meadville                                  | Swede Church Corners                          |                                        |
| Pennsylvania Route 28  | 98          | 158        | Pittsburgh                                 | Brockway                                      |                                        |
| Pennsylvania Route 29  | 37          | 60         | Malvern                                    | Dorneyville                                   |                                        |
| Pennsylvania Route 29  | 75          | 121        | Ashley                                     | Grenze zu New York bei Brookdale              |                                        |
| Pennsylvania Route 31  | 64          | 103        | West Newton                                | Wolfsburg                                     |                                        |
| Pennsylvania Route 32  | 38          | 61         | in Morrisville                             | Kintnersville                                 |                                        |
| Pennsylvania Route 33  | 28          | 45         | in Redington                               | Bartonsville                                  |                                        |
| Pennsylvania Route 34  | 60          | 97         | in Gettysburg                              | bei Mount Patrick                             |                                        |
| Pennsylvania Route 35  | 68          | 109        | in Shade Gap                               | bei Selinsgrove                               |                                        |
| Pennsylvania Route 36  | 144         | 232        | Cottlesville                               | Pleasantville                                 | Colonel Drake Highway                  |
| Pennsylvania Route 37  | 8           | 13         | bei Greeley                                | Grenze zu New York bei Shohola                | Shohola Road, aufgehoben 1967          |
| Pennsylvania Route 38  | 40          | 64         | Butler                                     | bei Van                                       |                                        |
| Pennsylvania Route 39  | 20          | 32         | Lucknow                                    | in Hershey                                    |                                        |
| Pennsylvania Route 41  | 22          | 35         | Grenze zu Delaware bei Kaolin              | in Gap                                        |                                        |
| Pennsylvania Route 42  | 45          | 72         | Centralia                                  | in Laporte                                    |                                        |
| Pennsylvania Route 43  | 4           | 6          | Fairchance                                 | bei Uniontown                                 |                                        |
| Pennsylvania Route 44  | 145         | 233        | in Bloomsburg                              | Grenze zu New York bei Myrtle                 |                                        |
| Pennsylvania Route 45  | 80          | 129        | Water Street                               | Mooresburg                                    | Purple Heart Highway                   |
| Pennsylvania Route 46  | 42          | 68         | Emporium                                   | in Bradford                                   |                                        |
| Pennsylvania Route 47  | 52          | 84         | Meadville                                  | Pittsfield                                    | aufgehoben 1928                        |
| Pennsylvania Route 47  | 24          | 39         | Emporium                                   | Smethport                                     | aufgehoben 1928                        |
| Pennsylvania Route 48  | 21          | 34         | bei Hilldale                               | in Monroeville                                |                                        |
| Pennsylvania Route 49  | 48          | 77         | bei Coudersport                            | Lawrencehill                                  |                                        |
| Pennsylvania Route 50  | 30          | 48         | Independance                               | Crafton                                       |                                        |
| Pennsylvania Route 51  | 83          | 134        | Uniontown                                  | Grenze zu Ohio bei Darlington                 |                                        |
| Pennsylvania Route 52  | 12          | 19         | Grenze zu Delaware bei Mendenhall          | in Chester Hill                               |                                        |
| Pennsylvania Route 53  | 80          | 129        | in Summerhill                              | Moshannon                                     |                                        |
| Pennsylvania Route 54  | 70          | 113        | bei Montgomery                             | bei Nesquehoning                              |                                        |
| Pennsylvania Route 55  | 39          | 63         | Grenze zu Ohio in Sharon                   | Franklin                                      | aufgehoben 1928                        |
| Pennsylvania Route 55  | 80          | 129        | Ridgway                                    | Lebo Red Pin State Forest                     | aufgehoben 1930                        |
| Pennsylvania Route 56  | 99          | 159        | New Kensington                             | bei Wolfsburg                                 |                                        |
| Pennsylvania Route 57  | 57          | 92         | Oil City                                   | Fryburg                                       | aufgehoben 1932                        |
| Pennsylvania Route 58  | 72          | 116        | Grenze zu Ohio bei Jamestown               | Silgo                                         |                                        |
| Pennsylvania Route 59  | 39          | 63         | in Warren                                  | Smethport                                     |                                        |
| Pennsylvania Route 60  | 10          | 16         | in Pittsburgh                              | in Robinson                                   |                                        |
| Pennsylvania Route 61  | 76          | 122        | in Reading                                 | in Shamokin Dam                               |                                        |
| Pennsylvania Route 62  | 67          | 108        | Grenze zu Delaware bei Chadds Ford         | in Pleasant Corner                            | aufgehoben 1932                        |
| Pennsylvania Route 63  | 37          | 60         | Green Lane                                 | in Philadelphia                               |                                        |
| Pennsylvania Route 64  | 15          | 24         | Zion                                       | Mill Hall                                     |                                        |
| Pennsylvania Route 65  | 50          | 80         | in Pittsburgh                              | New Castle                                    |                                        |
| Pennsylvania Route 66  | 122         | 196        | in New Stanton                             | in Kane                                       |                                        |
| Pennsylvania Route 67  | 22          | 35         | Meadville                                  | Riceville                                     | aufgehoben 1928                        |
| Pennsylvania Route 67  | 33          | 53         | Wyalusing                                  | Milford                                       | aufgehoben 1930                        |
| Pennsylvania Route 68  | 79          | 127        | Grenze zu Ohio bei Glasgow                 | in Clarion                                    |                                        |
| Pennsylvania Route 69  | 15          | 24         | in North Warren                            | Grenze zu New York bei Sugar Grove            |                                        |
| Pennsylvania Route 70  | 37          | 60         | in Carbondale                              | Grenze zu New York bei Hallstead              | aufgehoben 1961                        |
| Pennsylvania Route 71  | 40          | 64         | in Scenery Hill                            | in Greensburg                                 | aufgehoben 1964                        |
| Pennsylvania Route 72  | 31          | 50         | in Lancaster                               | bei Green Point (Lebanon County)              |                                        |
| Pennsylvania Route 73  | 61          | 98         | Berkley                                    | Grenze zu New Jersey an Tacony–Palmyra Bridge |                                        |
| Pennsylvania Route 74  | 92          | 148        | Grenze zu Maryland bei Delta               | Port Royal                                    |                                        |
| Pennsylvania Route 75  | 72          | 116        | Grenze zu Maryland bei Kasiesville         | bei Port Royal                                |                                        |
| Pennsylvania Route 76  | 80          | 129        | Grenze zu Maryland bei Warfordsburg        | in Reedsville                                 | aufgehoben 1964                        |
| Pennsylvania Route 77  | 36          | 58         | Meadville                                  | Corry                                         |                                        |
| Pennsylvania Route 78  | 55          | 89         | Stone House                                | Lyona                                         | aufgehoben 1964                        |
| Pennsylvania Route 79  | 8           | 13         | bei Union City                             | Concord Corners                               | aufgehoben 1964                        |
| Pennsylvania Route 80  | 96          | 154        | in Pittsburgh                              | bei Glen Campbell                             | aufgehoben 1961                        |
| Pennsylvania Route 81  | 82          | 132        | Grenze zu West Virginia bei West Alexander | Grenze zu Maryland bei Addison                | aufgehoben 1930                        |
| Pennsylvania Route 82  | 31          | 50         | Grenze zu Delaware bei Kennett Square      | Elverson                                      |                                        |
| Pennsylvania Route 83  | 71          | 114        | Wyola                                      | in Connor                                     | aufgehoben 1961                        |
| Pennsylvania Route 84  | 68          | 109        | in Larrys Creek                            | Grenze zu New York                            | aufgehoben 1961                        |
| Pennsylvania Route 85  | 24          | 39         | Green Acres                                | in Home                                       |                                        |
| Pennsylvania Route 86  | 12          | 19         | Meadville                                  | in Cambridge Springs                          |                                        |
| Pennsylvania Route 87  | 70          | 113        | in Montoursville                           | in Home                                       |                                        |
| Pennsylvania Route 88  | 78          | 126        | in Point Marion                            | Pittsburgh                                    |                                        |
| Pennsylvania Route 89  | 50          | 80         | Titusville                                 | Orchard Beach                                 |                                        |
| Pennsylvania Route 90  | 110         | 177        | in Easton                                  | Grenze zu New York bei Hancock                | aufgehoben 1961                        |
| Pennsylvania Route 91  | 11          | 18         | in Honesdale                               | West Damascus                                 | aufgehoben 1946                        |
| Pennsylvania Route 92  | 66          | 106        | in West Pittston                           | Grenze zu New York bei Oakland                |                                        |
| Pennsylvania Route 93  | 39          | 63         | Orangeville                                | bei Jim Thorpe                                |                                        |
| Pennsylvania Route 94  | 29          | 47         | Grenze zu Maryland in West Manheim         | Mount Holly Springs                           |                                        |
| Pennsylvania Route 95  | 45          | 72         | Centre Hall                                | Lewisburg                                     | aufgehoben 1961                        |
| Pennsylvania Route 96  | 39          | 63         | Grenze zu Maryland in State Line           | Weyant                                        |                                        |
| Pennsylvania Route 97  | 12          | 19         | Grenze zu Maryland bei Littlestown         | bei Gettysburg                                |                                        |
| Pennsylvania Route 97  | 15          | 24         | Union City                                 | Erie                                          |                                        |
| Pennsylvania Route 98  | 30          | 48         | bei Meadville                              | bei Avonia                                    |                                        |
| Pennsylvania Route 99  | 20          | 32         | in Cambridge Springs                       | bei Mill Creek                                |                                        |
| Pennsylvania Route 100 | 68          | 109        | in West Chester                            | Pleasant Corners                              |                                        |

### 101 – 200
| Name                   | Länge (mi.) | Länge (km) | Beginn                               | Ende                                  | Bemerkungen     |
| ---------------------- | ----------- | ---------- | ------------------------------------ | ------------------------------------- | --------------- |
| Pennsylvania Route 101 | 5           | 8          | in Bristol                           | in South Langhorne                    | aufgehoben 1946 |
| Pennsylvania Route 102 | 4           | 6          | in Kerrtown                          | Fredericksburg                        |                 |
| Pennsylvania Route 103 | 29          | 47         | in Allenport                         | in Lewistown                          |                 |
| Pennsylvania Route 104 | 22          | 35         | in McKees Half Falls                 | Mifflinburg                           |                 |
| Pennsylvania Route 105 | 2           | 3          | Bon Air                              | in Ardmore Park                       | aufgehoben 1946 |
| Pennsylvania Route 106 | 21          | 34         | in Kingsley                          | in Carbondale                         |                 |
| Pennsylvania Route 107 | 17          | 27         | in Factoryville                      | in Jermyn                             |                 |
| Pennsylvania Route 108 | 32          | 51         | Grenze zu Ohio bei S.N.P.J.          | Adams Corner                          |                 |
| Pennsylvania Route 110 | 5           | 8          | Creekside                            | in Ernest                             |                 |
| Pennsylvania Route 112 | 5           | 8          | in Markham                           | Tanguy                                | aufgehoben 1946 |
| Pennsylvania Route 113 | 46          | 74         | in Downingtown                       | Pipersville                           |                 |
| Pennsylvania Route 114 | 18          | 29         | Wertzville                           | Capital City Executive Airport        |                 |
| Pennsylvania Route 115 | 35          | 56         | in Brodheadsville                    | in Wilkes-Barre                       |                 |
| Pennsylvania Route 116 | 40          | 64         | Carroll Valley                       | bei Thomasville                       |                 |
| Pennsylvania Route 117 | 12          | 19         | in Cornwall                          | in Palmyra                            |                 |
| Pennsylvania Route 118 | 42          | 68         | Hughesville                          | Dallas City                           |                 |
| Pennsylvania Route 120 | 106         | 171        | in Ridgway                           | in Lock Haven                         |                 |
| Pennsylvania Route 121 | 4           | 6          | in Dormont                           | Crafton                               |                 |
| Pennsylvania Route 123 | 4           | 6          | Gulph                                | in Bridgeport                         | aufgehoben 1946 |
| Pennsylvania Route 124 | 13          | 21         | York                                 | Craley                                |                 |
| Pennsylvania Route 125 | 30          | 48         | Pine Grove                           | Shamokin                              |                 |
| Pennsylvania Route 126 | 23          | 37         | in Warfordsburg                      | in Breezewood                         | aufgehoben 1964 |
| Pennsylvania Route 127 | 4           | 6          | in West Hickory                      | in Tidioute                           |                 |
| Pennsylvania Route 128 | 15          | 24         | Freeport                             | Ford City                             |                 |
| Pennsylvania Route 129 | 5           | 8          | in Markham                           | Gradyville                            | aufgehoben 1946 |
| Pennsylvania Route 130 | 49          | 79         | Pittsburgh                           | Kregar                                |                 |
| Pennsylvania Route 131 | 3           | 5          | New Buena Vista                      | in Schellsburg                        | aufgehoben 1946 |
| Pennsylvania Route 132 | 15          | 24         | Neshaminy                            | in Eddington                          |                 |
| Pennsylvania Route 133 | 2           | 3          | in Port Carbon                       | in St. Clair                          | aufgehoben 1946 |
| Pennsylvania Route 134 | 7           | 11         | Grenze zu Maryland bei Barlow        | in Gettysburg                         |                 |
| Pennsylvania Route 135 | 7           | 11         | in Thompsontown                      | Cocolamus                             | aufgehoben 1946 |
| Pennsylvania Route 136 | 40          | 64         | in Washington                        | in Greensburg                         |                 |
| Pennsylvania Route 137 | 7           | 11         | Greeley                              | Grenze zu New York in Shohola         | aufgehoben 1946 |
| Pennsylvania Route 138 | 10          | 16         | Unionville                           | North Washington                      |                 |
| Pennsylvania Route 139 | 8           | 13         | in West Nanticoke                    | Silkworth                             | aufgehoben 1946 |
| Pennsylvania Route 141 | 4           | 6          | Marietta                             | Mount Joy                             | aufgehoben 1984 |
| Pennsylvania Route 142 | 14          | 23         | in Frackville                        | Zions Grove                           | aufgehoben 1946 |
| Pennsylvania Route 143 | 21          | 34         | Moselem Springs                      | New Tripoli                           |                 |
| Pennsylvania Route 144 | 102         | 164        | in Potter Mills                      | in Galeton                            |                 |
| Pennsylvania Route 145 | 21          | 34         | in Lanark                            | Weiders Crossing                      |                 |
| Pennsylvania Route 146 | 10          | 16         | in Marvindale                        | Colegrove                             |                 |
| Pennsylvania Route 147 | 57          | 92         | bei Inglenook                        | bei Milton                            |                 |
| Pennsylvania Route 148 | 6           | 10         | Versailles                           | in East McKeesport                    |                 |
| Pennsylvania Route 149 | 4           | 6          | Knoxville                            | Grenze zu New York bei Austinburg     | aufgehoben 1946 |
| Pennsylvania Route 150 | 39          | 63         | Dale Summit                          | in Avis                               |                 |
| Pennsylvania Route 151 | 13          | 21         | bei Harshaville                      | South Heights                         |                 |
| Pennsylvania Route 152 | 25          | 40         | Cedarbrook                           | Telford                               |                 |
| Pennsylvania Route 153 | 41          | 66         | Viola                                | in Brockport                          |                 |
| Pennsylvania Route 154 | 30          | 48         | bei Laporte                          | Canton                                |                 |
| Pennsylvania Route 155 | 32          | 51         | Emporium Junction                    | Larabee                               |                 |
| Pennsylvania Route 156 | 16          | 26         | Avonmore                             | in Shelocta                           |                 |
| Pennsylvania Route 157 | 14          | 23         | in Rose Gardens                      | Fryburg                               |                 |
| Pennsylvania Route 158 | 12          | 19         | New Wilmington                       | in Mercer                             |                 |
| Pennsylvania Route 159 | 10          | 16         | Cornplanter                          | Grenze zu New York in Corydon         | aufgehoben 1946 |
| Pennsylvania Route 160 | 68          | 109        | Grenze zu Maryland bei Wellersburg   | Ebensburg                             |                 |
| Pennsylvania Route 161 | 4           | 6          | Linwood                              | Chelsea                               | aufgehoben 1954 |
| Pennsylvania Route 162 | 10          | 16         | Unionville                           | West Chester                          |                 |
| Pennsylvania Route 163 | 3           | 5          | Grenze zu Maryland bei Mason & Dixon | in State Line                         |                 |
| Pennsylvania Route 164 | 36          | 58         | in Munster                           | Cherrytown                            |                 |
| Pennsylvania Route 166 | 21          | 34         | in Point Marion                      | in Brownsville                        |                 |
| Pennsylvania Route 167 | 28          | 45         | in Hop Bottom                        | Grenze zu New York bei Fisk Mill      |                 |
| Pennsylvania Route 168 | 55          | 89         | Frankfort Springs                    | Volant                                |                 |
| Pennsylvania Route 170 | 11          | 18         | in Prompton                          | Pleasant Mount                        |                 |
| Pennsylvania Route 171 | 40          | 64         | in Carbondale                        | in Great Bend                         |                 |
| Pennsylvania Route 172 | 8           | 13         | bei Wrightsdale                      | in Unicorn                            | aufgehoben 1946 |
| Pennsylvania Route 173 | 46          | 74         | Stone House                          | Mount Hope                            |                 |
| Pennsylvania Route 174 | 27          | 43         | bei Shippensburg                     | Roxbury                               |                 |
| Pennsylvania Route 176 | 20          | 32         | bei Fort Littleton                   | in Orbisonia                          | aufgehoben 1964 |
| Pennsylvania Route 177 | 9           | 14         | Rossville                            | Lewisberry                            |                 |
| Pennsylvania Route 178 | 8           | 13         | Concord Corners                      | in Union City                         | aufgehoben 1983 |
| Pennsylvania Route 179 | 1           | 2          | New Hope                             | Grenze zu New Jersey bei New Hope     |                 |
| Pennsylvania Route 180 | 44          | 71         | Penn Hills                           | Kregar                                | aufgehoben 1961 |
| Pennsylvania Route 181 | 9           | 14         | in North York                        | York Haven                            |                 |
| Pennsylvania Route 182 | 7           | 11         | West York                            | Spry                                  |                 |
| Pennsylvania Route 183 | 30          | 48         | in Reading                           | Connor                                |                 |
| Pennsylvania Route 184 | 10          | 16         | Brookside                            | Steam Valley                          |                 |
| Pennsylvania Route 185 | 9           | 14         | Butler                               | in Coyleville                         | aufgehoben 1946 |
| Pennsylvania Route 186 | 4           | 6          | Penn Hills                           | Turtle Creek                          | aufgehoben 1941 |
| Pennsylvania Route 187 | 41          | 66         | Lovelton                             | Grenze zu New York bei Windham Center |                 |
| Pennsylvania Route 188 | 9           | 14         | Morrisville                          | Dry Tavern                            |                 |
| Pennsylvania Route 189 | 5           | 8          | in Corry                             | Grenze zu New York bei Wheelock       | aufgehoben 1946 |
| Pennsylvania Route 190 | 2           | 3          | in East Stroudsburg                  | East Stroudsburg                      | aufgehoben 1946 |
| Pennsylvania Route 191 | 100         | 161        | in Brodhead                          | Grenze zu New York bei Hancock        |                 |
| Pennsylvania Route 192 | 45          | 72         | Centre Hall                          | in Lewisburg                          |                 |
| Pennsylvania Route 193 | 2           | 3          | in Hudsondale                        | Borough of Weatherly                  | aufgehoben 1946 |
| Pennsylvania Route 194 | 31          | 50         | Grenze zu Maryland bei Kingsdale     | Franklintown                          |                 |
| Pennsylvania Route 196 | 25          | 40         | Mount Pocono                         | Varden                                |                 |
| Pennsylvania Route 198 | 38          | 61         | Grenze zu Ohio bei Palmer            | Mount Hope                            |                 |
| Pennsylvania Route 199 | 5           | 8          | in Greens Landing                    | Grenze zu New York in Sayre           |                 |

### 201 – 300
| Name                   | Länge (mi.) | Länge (km) | Beginn                                   | Ende                                  | Bemerkungen     |
| ---------------------- | ----------- | ---------- | ---------------------------------------- | ------------------------------------- | --------------- |
| Pennsylvania Route 201 | 25          | 40         | in Connellsville                         | West Newton                           |                 |
| Pennsylvania Route 202 | 5           | 8          | Wind Gap                                 | in West Bangor                        | aufgehoben 1932 |
| Pennsylvania Route 203 | 15          | 24         | Clover Creek                             | in Point View                         | aufgehoben 1946 |
| Pennsylvania Route 204 | 10          | 16         | in Selinsgrove                           | New Berlin                            |                 |
| Pennsylvania Route 205 | 2           | 3          | Little Washington                        | Lyndell                               | aufgehoben 1946 |
| Pennsylvania Route 208 | 74          | 119        | Grenze zu Ohio bei New Bedford           | Frills Corner                         |                 |
| Pennsylvania Route 210 | 30          | 48         | South Bend                               | in Covode                             |                 |
| Pennsylvania Route 212 | 15          | 24         | Quakertown                               | Durham Furnace                        |                 |
| Pennsylvania Route 213 | 7           | 11         | Feasterville                             | in Langhorne                          |                 |
| Pennsylvania Route 214 | 10          | 16         | Seven Valleys                            | Dallastown                            |                 |
| Pennsylvania Route 215 | 8           | 13         | bei Albion                               | North Springfield                     |                 |
| Pennsylvania Route 216 | 26          | 42         | Hanover                                  | Winterstown                           |                 |
| Pennsylvania Route 217 | 22          | 35         | bei Kingston                             | Jacksonville                          |                 |
| Pennsylvania Route 218 | 13          | 21         | Grenze zu West Virginia bei Spraggs      | Waynesburg                            |                 |
| Pennsylvania Route 221 | 30          | 48         | Lippincott                               | Acheson                               |                 |
| Pennsylvania Route 222 | 5           | 8          | in Dorneyville                           | Allentown                             |                 |
| Pennsylvania Route 223 | 23          | 37         | in Strongstown                           | in Marion Center                      | aufgehoben 1965 |
| Pennsylvania Route 224 | 13          | 21         | Red Lion                                 | in Wrightsville                       | aufgehoben 1932 |
| Pennsylvania Route 225 | 48          | 77         | in Dauphin                               | Shamokin                              |                 |
| Pennsylvania Route 226 | 5           | 8          | Grenze zu Ohio bei Tracy                 | bei Tracy                             |                 |
| Pennsylvania Route 227 | 21          | 34         | Rouseville                               | Fagundus Corners                      |                 |
| Pennsylvania Route 228 | 21          | 34         | in Cranberry                             | Sarverville                           |                 |
| Pennsylvania Route 229 | 5           | 8          | Emmaus                                   | in Allentown                          | aufgehoben 1946 |
| Pennsylvania Route 230 | 28          | 45         | Harrisburg                               | Salunga                               |                 |
| Pennsylvania Route 231 | 26          | 42         | Old Concord                              | Avella                                |                 |
| Pennsylvania Route 232 | 25          | 40         | in Philadelphia                          | New Hope                              |                 |
| Pennsylvania Route 233 | 49          | 79         | Mount Alto                               | Green Park                            |                 |
| Pennsylvania Route 234 | 38          | 61         | bei Trust                                | West York                             |                 |
| Pennsylvania Route 235 | 42          | 68         | in Liverpool                             | Laurelton                             |                 |
| Pennsylvania Route 236 | 32          | 51         | bei Savan                                | in Port Barnett                       | aufgehoben 1984 |
| Pennsylvania Route 237 | 4           | 6          | Lackawaxen                               | Shohola Road                          | aufgehoben 1946 |
| Pennsylvania Route 238 | 6           | 10         | Weigelstown                              | Emigsville                            |                 |
| Pennsylvania Route 239 | 36          | 58         | Briggsville                              | North Mountain                        |                 |
| Pennsylvania Route 240 | 8           | 13         | Commodore                                | bei Garmantown                        |                 |
| Pennsylvania Route 241 | 23          | 37         | Bainbridge                               | Lebanon                               |                 |
| Pennsylvania Route 242 | 28          | 45         | Sunbury                                  | Nescopeck                             | aufgehoben 1966 |
| Pennsylvania Route 243 | 8           | 13         | in Myerstown                             | in Bethel                             | aufgehoben 1946 |
| Pennsylvania Route 244 | 17          | 27         | Coneville                                | Grenze zu New York bei Genesee        |                 |
| Pennsylvania Route 245 | 2           | 3          | in Slatington                            | Berlinsville                          | aufgehoben 1946 |
| Pennsylvania Route 246 | 8           | 13         | Corwins Corner                           | Prentisvale                           |                 |
| Pennsylvania Route 247 | 50          | 80         | in Mount Cobb                            | Preston Park                          |                 |
| Pennsylvania Route 248 | 31          | 50         | in Weissport                             | Easton                                |                 |
| Pennsylvania Route 249 | 22          | 35         | Middlebury Center                        | Grenze zu New York bei Austinburg     |                 |
| Pennsylvania Route 250 | 7           | 11         | Grenze zu New York bei York              | in Yorkshire                          | aufgehoben 1973 |
| Pennsylvania Route 251 | 11          | 18         | Rowtown                                  | West Mayfield                         |                 |
| Pennsylvania Route 252 | 20          | 32         | Chester                                  | Valley Forge National Historic Park   |                 |
| Pennsylvania Route 253 | 8           | 13         | Van Ormer                                | Houtzdale                             |                 |
| Pennsylvania Route 254 | 30          | 48         | Milton                                   | Benton                                |                 |
| Pennsylvania Route 255 | 30          | 48         | in DuBois                                | in Johnsonburg                        |                 |
| Pennsylvania Route 256 | 1           | 2          | Weinels Crossroad                        | Leechburg                             | aufgehoben 1946 |
| Pennsylvania Route 257 | 5           | 8          | in DuBois                                | in Oil City                           |                 |
| Pennsylvania Route 258 | 27          | 43         | Slippery Rock                            | Clark                                 |                 |
| Pennsylvania Route 259 | 33          | 53         | in Millbank                              | in Ewings Mill                        |                 |
| Pennsylvania Route 260 | 5           | 8          | Johnstown                                | in Goods Corner                       | aufgehoben 1960 |
| Pennsylvania Route 261 | 2           | 3          | Grenze zu Delaware bei Zebleys Corner    | bei Booths Corner                     |                 |
| Pennsylvania Route 262 | 12          | 19         | Bunches                                  | Cly                                   |                 |
| Pennsylvania Route 263 | 20          | 32         | Willow Grove                             | Grenze zu New Jersey in Center Bridge |                 |
| Pennsylvania Route 264 | 9           | 14         | in Duncansville                          | in Altoona                            | aufgehoben 1935 |
| Pennsylvania Route 266 | 24          | 39         | Morrisville                              | in Smithfield                         | aufgehoben 1955 |
| Pennsylvania Route 267 | 31          | 50         | in Meshoppen                             | Grenze zu New York in Choconut        |                 |
| Pennsylvania Route 268 | 35          | 56         | in West Kittanning                       | Emlenton                              |                 |
| Pennsylvania Route 270 | 6           | 10         | Gelatt                                   | Burnwood                              | aufgehoben 1946 |
| Pennsylvania Route 271 | 5           | 72         | Oak Grove                                | in Northern Cambria                   |                 |
| Pennsylvania Route 272 | 55          | 89         | Grenze zu Maryland bei Chrome            | in Adamstown                          |                 |
| Pennsylvania Route 274 | 44          | 71         | Doylesburg                               | in Duncannon                          |                 |
| Pennsylvania Route 276 | 16          | 26         | Three Springs                            | in Mount Union                        | aufgehoben 1964 |
| Pennsylvania Route 277 | 7           | 11         | Spartansburg                             | Spartansburg                          | aufgehoben 1977 |
| Pennsylvania Route 278 | 17          | 27         | Grenze zu Ohio in New Bedford            | in Black Road                         | aufgehoben 1959 |
| Pennsylvania Route 280 | 4           | 6          | Linhart                                  | Rodi                                  | aufgehoben 1946 |
| Pennsylvania Route 281 | 45          | 72         | Grenze zu West Virginia bei Markleysburg | in Stoystown                          |                 |
| Pennsylvania Route 282 | 12          | 19         | in Downingtown                           | Barneston                             |                 |
| Pennsylvania Route 283 | 29          | 47         | Highspire                                | Lancaster                             |                 |
| Pennsylvania Route 284 | 8           | 13         | English Center                           | Buttonwood                            |                 |
| Pennsylvania Route 285 | 27          | 43         | Grenze zu Ohio bei Espyville             | Cochranton                            |                 |
| Pennsylvania Route 286 | 67          | 108        | in Monroeville                           | bei Borough of Burnside               |                 |
| Pennsylvania Route 287 | 56          | 90         | in Larrys Creek                          | Lawrenceville                         |                 |
| Pennsylvania Route 288 | 15          | 24         | Wampum                                   | in Zelienople                         |                 |
| Pennsylvania Route 290 | 9           | 14         | in Erie                                  | bei Brookside                         |                 |
| Pennsylvania Route 291 | 11          | 18         | in Chester                               | in Philadelphia                       |                 |
| Pennsylvania Route 292 | 11          | 18         | Evan Falls                               | Falls                                 |                 |
| Pennsylvania Route 293 | 6           | 10         | Conyngham                                | in Drums                              | aufgehoben 1946 |
| Pennsylvania Route 294 | 5           | 8          | Big Dam                                  | Wellsville                            | aufgehoben 1946 |
| Pennsylvania Route 295 | 6           | 10         | Zions View                               | Cly                                   |                 |
| Pennsylvania Route 296 | 16          | 26         | Lake Ariel                               | Creamton                              |                 |
| Pennsylvania Route 299 | 0           | 0          | Lakewood                                 | Lakewood                              |                 |

### 301 – 400
| Name                   | Länge (mi.) | Länge (km) | Beginn                                           | Ende                                        | Bemerkungen     |
| ---------------------- | ----------- | ---------- | ------------------------------------------------ | ------------------------------------------- | --------------- |
| Pennsylvania Route 301 | 4           | 6          | bei Devon                                        | bei Bryn Mawr                               | aufgehoben 1946 |
| Pennsylvania Route 302 | 1           | 2          | Stroudsburg                                      | in Stroudsburg                              | aufgehoben 1930 |
| Pennsylvania Route 303 | 4           | 6          | in Geeseytown                                    | in Canoe Creek                              | aufgehoben 1946 |
| Pennsylvania Route 304 | 13          | 21         | Mifflinburg                                      | in Winfield                                 |                 |
| Pennsylvania Route 305 | 29          | 47         | in Alexandria                                    | Belleville                                  |                 |
| Pennsylvania Route 307 | 31          | 50         | Daleville                                        | Osterhout                                   |                 |
| Pennsylvania Route 308 | 28          | 45         | Butler                                           | Pearl                                       |                 |
| Pennsylvania Route 309 | 132         | 212        | Oak Lane                                         | Bowman Creek                                |                 |
| Pennsylvania Route 310 | 12          | 19         | in Punxsutawney                                  | in Reynoldsville                            |                 |
| Pennsylvania Route 312 | 7           | 11         | Quakertown                                       | in Center Valley                            | aufgehoben 1946 |
| Pennsylvania Route 313 | 18          | 29         | Quakertown                                       | Furlong                                     |                 |
| Pennsylvania Route 314 | 7           | 11         | Pocono Summit                                    | Misertown                                   |                 |
| Pennsylvania Route 315 | 9           | 14         | Wilkes-Barre                                     | Wilkes-Barre/Scranton International Airport |                 |
| Pennsylvania Route 316 | 16          | 26         | Grenze zu Maryland bei Waynesboro                | in Chambersburg                             |                 |
| Pennsylvania Route 317 | 5           | 8          | Grenze zu Ohio bei Bessemer                      | Mount Jackson                               |                 |
| Pennsylvania Route 318 | 16          | 26         | Grenze zu Ohio bei West Middlesex                | Mercer                                      |                 |
| Pennsylvania Route 319 | 12          | 19         | Grenze zu West Virginia bei Springhill           | in Hopwood                                  | aufgehoben 1946 |
| Pennsylvania Route 320 | 19          | 31         | Chester                                          | Swedeland                                   |                 |
| Pennsylvania Route 321 | 42          | 68         | in Wilcox                                        | Allegheny National Forest                   |                 |
| Pennsylvania Route 324 | 12          | 19         | Pequea                                           | in Engleside                                |                 |
| Pennsylvania Route 325 | 30          | 48         | Speeceville                                      | in Tower City                               |                 |
| Pennsylvania Route 326 | 24          | 39         | Grenze zu Maryland bei Hewitt                    | in Bedford                                  |                 |
| Pennsylvania Route 327 | 6           | 10         | Stewarts Run                                     | Neiltown                                    | aufgehoben 1946 |
| Pennsylvania Route 328 | 13          | 21         | in Tioga Junction                                | Grenze zu New York bei Millerton            |                 |
| Pennsylvania Route 329 | 14          | 23         | Neffs                                            | Bath                                        |                 |
| Pennsylvania Route 331 | 12          | 19         | Grenze zu West Virginia bei Acheson              | Buffalo                                     |                 |
| Pennsylvania Route 332 | 15          | 24         | Hatboro                                          | Yardley                                     |                 |
| Pennsylvania Route 333 | 30          | 48         | Lewistown Junction                               | East Salem                                  |                 |
| Pennsylvania Route 334 | 5           | 8          | Center Mills                                     | Idaville                                    | aufgehoben 1946 |
| Pennsylvania Route 335 | 9           | 14         | in Mifflintown                                   | East Salem                                  | aufgehoben 1946 |
| Pennsylvania Route 336 | 11          | 18         | Glen Campbell                                    | Rossiter                                    | aufgehoben 1984 |
| Pennsylvania Route 337 | 22          | 35         | in Tidioute                                      | in Warren                                   | aufgehoben 1984 |
| Pennsylvania Route 338 | 14          | 23         | Alum Rock                                        | in Kossuth                                  |                 |
| Pennsylvania Route 339 | 32          | 51         | Mahanoy City                                     | Nescopeck                                   |                 |
| Pennsylvania Route 340 | 30          | 48         | Lancaster                                        | in Thorndale                                |                 |
| Pennsylvania Route 341 | 11          | 18         | Middletown                                       | Colebrook                                   |                 |
| Pennsylvania Route 342 | 35          | 56         | Mahanoy City                                     | Jerseytown                                  | aufgehoben 1941 |
| Pennsylvania Route 343 | 8           | 13         | Lebanon                                          | in Fredericksburg                           |                 |
| Pennsylvania Route 344 | 10          | 16         | Millport                                         | Grenze zu New York bei Eleven Mile          | aufgehoben 1946 |
| Pennsylvania Route 345 | 14          | 23         | Loag's Corners                                   | in Baumstown                                |                 |
| Pennsylvania Route 346 | 34          | 55         | Grenze zu New York bei Allegheny National Forest | Eldred                                      |                 |
| Pennsylvania Route 347 | 10          | 16         | Dunmore                                          | Craig                                       |                 |
| Pennsylvania Route 348 | 7           | 11         | Elmhurst                                         | Hollisterville                              |                 |
| Pennsylvania Route 349 | 13          | 21         | in Gaines                                        | Westfield                                   |                 |
| Pennsylvania Route 350 | 22          | 35         | Seven Stars                                      | in Philipsburg                              |                 |
| Pennsylvania Route 351 | 17          | 27         | Grenze zu Ohio bei Old Enon                      | Ellwood City                                |                 |
| Pennsylvania Route 352 | 19          | 31         | in Chester                                       | in Frazer                                   |                 |
| Pennsylvania Route 353 | 9           | 14         | Viola                                            | Borough of Henderson                        | aufgehoben 1946 |
| Pennsylvania Route 354 | 1           | 2          | Washingtonville                                  | Strawberry Ridge                            | aufgehoben 1946 |
| Pennsylvania Route 356 | 32          | 51         | North Washington                                 | in Butler                                   |                 |
| Pennsylvania Route 358 | 25          | 40         | Grenze zu Ohio bei Maysville                     | in Sandy Lake                               |                 |
| Pennsylvania Route 359 | 16          | 26         | Spring Church                                    | Manorville                                  | aufgehoben 1981 |
| Pennsylvania Route 360 | 6           | 10         | Cherry Tree                                      | Arcadia                                     | aufgehoben 1946 |
| Pennsylvania Route 362 | 8           | 13         | in Ansonia                                       | Wellsboro                                   |                 |
| Pennsylvania Route 363 | 11          | 18         | in Audubon                                       | Lansdale                                    |                 |
| Pennsylvania Route 364 | 10          | 16         | Borough of Orviston                              | Beech Creek                                 | aufgehoben 1992 |
| Pennsylvania Route 366 | 15          | 24         | Tarentum                                         | Poke Rund                                   |                 |
| Pennsylvania Route 367 | 13          | 21         | in Skinners Eddy                                 | Lawton                                      |                 |
| Pennsylvania Route 368 | 7           | 11         | Parker                                           | Callensburg                                 |                 |
| Pennsylvania Route 370 | 17          | 27         | East Ararat                                      | Starlight                                   |                 |
| Pennsylvania Route 371 | 23          | 37         | Herrick Center                                   | Grenze zu New York bei Damascus             |                 |
| Pennsylvania Route 372 | 34          | 55         | Sunnyburn                                        | Coatesville                                 |                 |
| Pennsylvania Route 374 | 18          | 29         | Glenwood                                         | Herrick Center                              |                 |
| Pennsylvania Route 376 | 22          | 35         | Maddensville                                     | in Mapleton                                 | aufgehoben 1964 |
| Pennsylvania Route 377 | 5           | 8          | Three Springs                                    | Orbisonia                                   | aufgehoben 1946 |
| Pennsylvania Route 378 | 10          | 16         | Center Valley                                    | in Bethlehem                                |                 |
| Pennsylvania Route 380 | 34          | 55         | in Pittsburgh                                    | Wakena                                      |                 |
| Pennsylvania Route 381 | 48          | 77         | Grenze zu West Virginia bei Elliotsville         | in Ligonier                                 |                 |
| Pennsylvania Route 382 | 12          | 19         | Bunches                                          | York Haven                                  |                 |
| Pennsylvania Route 383 | 10          | 16         | Pleasant Valley                                  | in Maiden Creek                             | aufgehoben 1964 |
| Pennsylvania Route 387 | 1           | 2          | Wyalusing                                        | in Wyalusing                                | aufgehoben 1946 |
| Pennsylvania Route 388 | 8           | 13         | Energy                                           | East Brook                                  |                 |
| Pennsylvania Route 390 | 25          | 40         | Paradise Valley                                  | Tafton View                                 |                 |
| Pennsylvania Route 391 | 2           | 3          | in Ridley Park                                   | Morton                                      | aufgehoben 1954 |
| Pennsylvania Route 392 | 5           | 8          | Lewisberry                                       | Plainfield                                  |                 |
| Pennsylvania Route 393 | 4           | 6          | Nescopeck                                        | Wapwallopen                                 | aufgehoben 1946 |
| Pennsylvania Route 394 | 13          | 21         | Biglerville                                      | Hampton                                     |                 |
| Pennsylvania Route 399 | 7           | 11         | Erie                                             | Erie                                        | aufgehoben 1938 |

### 401 – 500
| Name                   | Länge (mi.) | Länge (km) | Beginn                                         | Ende                                  | Bemerkungen     |
| ---------------------- | ----------- | ---------- | ---------------------------------------------- | ------------------------------------- | --------------- |
| Pennsylvania Route 401 | 20          | 32         | Elverson                                       | in Frazer                             |                 |
| Pennsylvania Route 402 | 29          | 47         | in Marshalls Creek                             | in Friendly Acres                     |                 |
| Pennsylvania Route 403 | 59          | 95         | in Kantner                                     | in Marion Center                      |                 |
| Pennsylvania Route 404 | 31          | 50         | in Shamokin Dam                                | South Williamsport                    | aufgehoben 1941 |
| Pennsylvania Route 405 | 27          | 43         | Chillisquaque                                  | in Hughesville                        |                 |
| Pennsylvania Route 407 | 13          | 21         | in Clarks Summit                               | Glenwood                              |                 |
| Pennsylvania Route 408 | 23          | 37         | in Cambridge Springs                           | Hydetown                              |                 |
| Pennsylvania Route 409 | 4           | 6          | in Limehill                                    | Camptown                              |                 |
| Pennsylvania Route 410 | 9           | 14         | bei Big Run                                    | in Luthersburg                        |                 |
| Pennsylvania Route 412 | 17          | 27         | Harrow                                         | Fountain Hill                         |                 |
| Pennsylvania Route 413 | 31          | 50         | Grenze zu New Jersey bei Bristol               | Pipersville                           |                 |
| Pennsylvania Route 414 | 78          | 126        | Waterville                                     | in Monroetown                         |                 |
| Pennsylvania Route 415 | 9           | 14         | Dallas                                         | Ruggles                               |                 |
| Pennsylvania Route 416 | 17          | 27         | Grenze zu Maryland bei Nova                    | bei South Thomas                      |                 |
| Pennsylvania Route 417 | 12          | 19         | in Franklin                                    | Cherry Tree                           |                 |
| Pennsylvania Route 418 | 3           | 5          | Wheatland                                      | in Hermitage                          |                 |
| Pennsylvania Route 419 | 27          | 43         | in Quentin                                     | Schubert                              |                 |
| Pennsylvania Route 420 | 6           | 10         | Essington                                      | Swarthmore                            |                 |
| Pennsylvania Route 423 | 14          | 23         | Pocono Pines                                   | South Sterling                        |                 |
| Pennsylvania Route 424 | 4           | 6          | in Hazleton                                    | Hazleton                              |                 |
| Pennsylvania Route 425 | 24          | 39         | Fawn Grove                                     | Craley                                |                 |
| Pennsylvania Route 426 | 20          | 32         | Garland                                        | Grenze zu New York bei Wheelock       |                 |
| Pennsylvania Route 426 | 7           | 11         | Grenze zu New York beim Howard Eaton Reservoir | North East                            |                 |
| Pennsylvania Route 427 | 10          | 16         | in Wyattsville                                 | Bradleytown                           |                 |
| Pennsylvania Route 428 | 19          | 31         | in Oil City                                    | Troy Center                           |                 |
| Pennsylvania Route 430 | 14          | 23         | in Wesleyville                                 | Grenze zu New York bei Ashton Corners |                 |
| Pennsylvania Route 432 | 9           | 14         | in Oakwood                                     | Yardley                               | aufgehoben 1966 |
| Pennsylvania Route 433 | 9           | 14         | bei Red Bridge                                 | Lurgan                                |                 |
| Pennsylvania Route 434 | 12          | 19         | Lords Valley                                   | Grenze zu New York bei Shohola        |                 |
| Pennsylvania Route 435 | 14          | 23         | Gouldsboro                                     | in Dunmore                            |                 |
| Pennsylvania Route 436 | 2           | 3          | bei Punxsutawney                               | Punxsutawney                          |                 |
| Pennsylvania Route 437 | 11          | 18         | White Haven                                    | Fairview                              |                 |
| Pennsylvania Route 438 | 10          | 16         | bei La Plume                                   | Montdale                              |                 |
| Pennsylvania Route 439 | 14          | 23         | Jerseytown                                     | Benton                                | aufgehoben 1936 |
| Pennsylvania Route 441 | 31          | 50         | Washington Boro                                | Harrisburg                            |                 |
| Pennsylvania Route 442 | 15          | 24         | Muncy                                          | Iola                                  |                 |
| Pennsylvania Route 443 | 78          | 126        | Fort Hunter                                    | in Lehighton                          |                 |
| Pennsylvania Route 445 | 11          | 18         | Millheim                                       | Nittany                               |                 |
| Pennsylvania Route 446 | 13          | 21         | Farmers Valley                                 | Grenze zu New York bei Bullis Mills   |                 |
| Pennsylvania Route 447 | 26          | 42         | bei East Stroudsburg                           | Newfoundland                          |                 |
| Pennsylvania Route 449 | 17          | 27         | in Walton                                      | Grenze zu New York bei Genesee        |                 |
| Pennsylvania Route 450 | 8           | 13         | in Bald Eagle                                  | Seven Stars                           | aufgehoben 1946 |
| Pennsylvania Route 451 | 4           | 6          | New Galilee                                    | Koppel                                | aufgehoben 1936 |
| Pennsylvania Route 452 | 7           | 11         | in Marcus Hook                                 | Lima                                  |                 |
| Pennsylvania Route 453 | 43          | 69         | in Waterstreet                                 | Curwensville                          |                 |
| Pennsylvania Route 454 | 8           | 13         | Jerseytown                                     | Exchange                              | aufgehoben 1941 |
| Pennsylvania Route 456 | 12          | 19         | Grenze zu Maryland bei Yeakle Mill             | Cove Gap                              |                 |
| Pennsylvania Route 458 | 3           | 5          | Grenze zu Ohio bei Jamestown                   | Jamestown                             | aufgehoben 1946 |
| Pennsylvania Route 462 | 32          | 51         | West York                                      | Lancaster                             |                 |
| Pennsylvania Route 463 | 13          | 21         | Hatfield                                       | Horsham                               |                 |
| Pennsylvania Route 464 | 5           | 8          | in Sonetown                                    | Nordmont                              | aufgehoben 1946 |
| Pennsylvania Route 465 | 7           | 11         | Mooredale                                      | Plainfield                            |                 |
| Pennsylvania Route 466 | 5           | 8          | North Washington                               | Weinels Crossroads                    | aufgehoben 1946 |
| Pennsylvania Route 467 | 17          | 27         | Rome                                           | Stevensville                          |                 |
| Pennsylvania Route 468 | 10          | 16         | Pulaski                                        | Hoagland                              | aufgehoben 1985 |
| Pennsylvania Route 470 | 9           | 14         | Starrucca                                      | Lanesboro                             | aufgehoben 1946 |
| Pennsylvania Route 471 | 5           | 8          | Friendsville                                   | Friendsville                          | aufgehoben 1946 |
| Pennsylvania Route 472 | 21          | 34         | Lewisville                                     | Quarryville                           |                 |
| Pennsylvania Route 474 | 3           | 5          | Wattsburg                                      | Grenze zu New York bei Wattsburg      |                 |
| Pennsylvania Route 475 | 19          | 31         | bei Fort Littleton                             | Rock Hill                             |                 |
| Pennsylvania Route 476 | 1           | 2          | in Warfordsburg                                | Warfordsburg                          | aufgehoben 1946 |
| Pennsylvania Route 477 | 17          | 27         | Livonia                                        | Salonia                               |                 |
| Pennsylvania Route 478 | 2           | 3          | Saint Petersburg                               | Emlenton                              |                 |
| Pennsylvania Route 480 | 23          | 37         | in Strongstown                                 | in Marion Center                      | aufgehoben 1961 |
| Pennsylvania Route 481 | 12          | 19         | in Centerville                                 | Monongahela                           |                 |
| Pennsylvania Route 482 | 3           | 5          | bei New Morgan                                 | Scarlett Mills                        | aufgehoben 1946 |
| Pennsylvania Route 483 | 7           | 11         | in Womelsdorf                                  | Rehrersburg                           | aufgehoben 1946 |
| Pennsylvania Route 484 | 14          | 23         | Lashley                                        | Warfordsburg                          |                 |
| Pennsylvania Route 487 | 63          | 101        | Paxinos                                        | Dushore                               |                 |
| Pennsylvania Route 488 | 17          | 27         | Ellwood City                                   | bei Prospect                          |                 |
| Pennsylvania Route 490 | 14          | 23         | Pocono Pines                                   | South Sterling                        | aufgehoben 1965 |
| Pennsylvania Route 491 | 6           | 10         | in Johnsons Corner                             | Grenze zu Delaware bei Ogden          |                 |
| Pennsylvania Route 492 | 8           | 13         | in New Milford                                 | Jackson                               |                 |

### 501 – 600
| Name                   | Länge (mi.) | Länge (km) | Beginn                        | Ende                               | Bemerkungen     |
| ---------------------- | ----------- | ---------- | ----------------------------- | ---------------------------------- | --------------- |
| Pennsylvania Route 501 | 38          | 61         | in Lancaster                  | Marstown                           |                 |
| Pennsylvania Route 502 | 14          | 23         | in Moosic                     | Daleville                          |                 |
| Pennsylvania Route 503 | 6           | 10         | Turtle Creek                  | Universal                          | aufgehoben 1946 |
| Pennsylvania Route 504 | 24          | 39         | in Philipsburg                | Wingate                            |                 |
| Pennsylvania Route 505 | 3           | 5          | Millcreek                     | in Erie                            |                 |
| Pennsylvania Route 507 | 21          | 34         | bei Gouldsboro                | bei Wilsonville                    |                 |
| Pennsylvania Route 512 | 25          | 40         | in Bethlehem                  | Mount Bethel                       |                 |
| Pennsylvania Route 513 | 7           | 11         | in Bensalem                   | in Penndel                         |                 |
| Pennsylvania Route 514 | 11          | 18         | Troy                          | West Franklin                      |                 |
| Pennsylvania Route 515 | 4           | 6          | Idletown                      | Harveys Lake                       | aufgehoben 1946 |
| Pennsylvania Route 516 | 12          | 19         | Grenze zu Maryland bei Sticks | Spring Grove                       |                 |
| Pennsylvania Route 518 | 8           | 13         | Bobbys Corner                 | Lamonts Corner                     |                 |
| Pennsylvania Route 519 | 19          | 31         | in Glyde                      | Hickory                            |                 |
| Pennsylvania Route 520 | 7           | 11         | Chester                       | in Darby                           | aufgehoben 1946 |
| Pennsylvania Route 523 | 8           | 13         | in Addison                    | Confluence                         |                 |
| Pennsylvania Route 524 | 5           | 8          | Carpenter Town                | Scott                              |                 |
| Pennsylvania Route 527 | 1           | 2          | West Hickory                  | West Hickory                       | aufgehoben 1946 |
| Pennsylvania Route 528 | 22          | 35         | in Zelienople                 | Stone House                        |                 |
| Pennsylvania Route 529 | 1           | 2          | Exeter                        | West Pittston                      | aufgehoben 1933 |
| Pennsylvania Route 531 | 4           | 6          | Owens Corner                  | in Harborcreek                     |                 |
| Pennsylvania Route 532 | 19          | 31         | in Philadelphia               | Washington Crossing                |                 |
| Pennsylvania Route 533 | 22          | 35         | Upper Strasburg               | Newville                           |                 |
| Pennsylvania Route 534 | 23          | 37         | East Side                     | in Kresgeville                     |                 |
| Pennsylvania Route 535 | 6           | 10         | Spruce Hill                   | Nook                               | aufgehoben 1946 |
| Pennsylvania Route 536 | 16          | 26         | Mayport                       | Frostburg                          |                 |
| Pennsylvania Route 539 | 11          | 18         | Benton                        | North Mountain                     | aufgehoben 1966 |
| Pennsylvania Route 541 | 2           | 3          | Steelton                      | Harrisburg                         | aufgehoben 1955 |
| Pennsylvania Route 542 | 5           | 8          | Exchange                      | Opp                                | aufgehoben 1946 |
| Pennsylvania Route 543 | 5           | 8          | Paxtang                       | Beaufort Farms                     | aufgehoben 1955 |
| Pennsylvania Route 545 | 40          | 64         | in Huntingdon                 | Bellefonte                         | aufgehoben 1963 |
| Pennsylvania Route 546 | 4           | 6          | Duke Center                   | Grenze zu New York bei Duke Center |                 |
| Pennsylvania Route 547 | 11          | 18         | in Kingsley                   | Steinbachs                         |                 |
| Pennsylvania Route 549 | 19          | 31         | bei Mansfield                 | Mosherville                        |                 |
| Pennsylvania Route 550 | 36          | 58         | Neilmont                      | Zion                               |                 |
| Pennsylvania Route 551 | 33          | 53         | Beaver Falls                  | West Middlesex                     |                 |
| Pennsylvania Route 552 | 4           | 6          | Middletown Heights            | Rose Tree                          | aufgehoben 1946 |
| Pennsylvania Route 553 | 20          | 32         | bei Penn Run                  | bei Tunnel                         |                 |
| Pennsylvania Route 554 | 9           | 14         | Elimsport                     | in South Williamsport              |                 |
| Pennsylvania Route 555 | 26          | 42         | Weedville                     | Driftwood                          |                 |
| Pennsylvania Route 562 | 14          | 23         | in Saint Lawrence             | Boyertown                          |                 |
| Pennsylvania Route 563 | 21          | 34         | Sumneytown                    | Harrow                             |                 |
| Pennsylvania Route 564 | 3           | 5          | in Foley Corner               | Bernice                            | aufgehoben 1966 |
| Pennsylvania Route 566 | 8           | 13         | North Vandergrift             | Crooked Creek Lake State Park      | aufgehoben 1938 |
| Pennsylvania Route 568 | 11          | 18         | in Adamstown                  | Gibraltar                          |                 |
| Pennsylvania Route 570 | 23          | 37         | Gelatt                        | Starlight                          | aufgehoben 1946 |
| Pennsylvania Route 572 | 10          | 16         | Christiana                    | Coatesville                        | aufgehoben 1946 |
| Pennsylvania Route 580 | 10          | 16         | Kenwood                       | in Cherry Tree                     |                 |
| Pennsylvania Route 581 | 7           | 11         | in Mount Zion                 | in Lemoyne                         |                 |
| Pennsylvania Route 582 | 5           | 8          | in Blairs                     | in Black Lick                      | aufgehoben 1946 |
| Pennsylvania Route 588 | 16          | 26         | Chippewa                      | in Zelienople                      |                 |
| Pennsylvania Route 590 | 43          | 69         | Elmhurst                      | Greeley                            |                 |
| Pennsylvania Route 591 | 1           | 2          | Ogden                         | Gardendale                         | aufgehoben 1932 |
| Pennsylvania Route 592 | 3           | 5          | North Jackson                 | North Jackson                      | aufgehoben 1946 |

### 601 – 700
| Name                   | Länge (mi.) | Länge (km) | Beginn                          | Ende                              | Bemerkungen     |
| ---------------------- | ----------- | ---------- | ------------------------------- | --------------------------------- | --------------- |
| Pennsylvania Route 601 | 26          | 42         | Somerset                        | Paint                             |                 |
| Pennsylvania Route 602 | 6           | 10         | in Hallstead                    | Grenze zu New York bei Hallstead  | aufgehoben 1946 |
| Pennsylvania Route 604 | 6           | 10         | Nisbet                          | South Williamsport                | aufgehoben 1930 |
| Pennsylvania Route 607 | 7           | 11         | Austin                          | Keating Summit                    |                 |
| Pennsylvania Route 611 | 102         | 164        | in Pennsylvania                 | in Tobyhanna                      |                 |
| Pennsylvania Route 612 | 12          | 19         | Saylorsburg                     | East Stroudsburg                  | aufgehoben 1946 |
| Pennsylvania Route 613 | 9           | 14         | Hagersville                     | Pleasant Valley                   | aufgehoben 1946 |
| Pennsylvania Route 615 | 6           | 10         | Pocono Summit                   | Paradise Valley                   | aufgehoben 1946 |
| Pennsylvania Route 616 | 15          | 24         | Railroad                        | West York                         |                 |
| Pennsylvania Route 618 | 3           | 5          | in Conneaut Lake                | Conneaut Lake                     |                 |
| Pennsylvania Route 624 | 13          | 21         | Red Lion                        | Wrightsville                      |                 |
| Pennsylvania Route 625 | 16          | 26         | Goodville                       | in Reading                        |                 |
| Pennsylvania Route 629 | 17          | 27         | in Pittston                     | bei Clarks Summit                 | aufgehoben 1946 |
| Pennsylvania Route 632 | 8           | 13         | in Dalton                       | Green Grove                       |                 |
| Pennsylvania Route 633 | 3           | 5          | Borough of Upper Strasburg      | Pleasant Hall                     | aufgehoben 1936 |
| Pennsylvania Route 639 | 5           | 8          | bei Paxtonville                 | Middleburg                        | aufgehoben 1946 |
| Pennsylvania Route 641 | 57          | 92         | in Shade Gap                    | in Camp Hill                      |                 |
| Pennsylvania Route 642 | 8           | 13         | in West Milton                  | Jerseytown                        |                 |
| Pennsylvania Route 643 | 20          | 32         | in Dott                         | bei Town Hill                     |                 |
| Pennsylvania Route 645 | 14          | 23         | in Meyerstown                   | Brookside                         |                 |
| Pennsylvania Route 646 | 19          | 31         | Ormsby                          | Grenze zu New York bei Bells Camp |                 |
| Pennsylvania Route 647 | 4           | 6          | Tompkinsville                   | in Clifford                       | aufgehoben 1946 |
| Pennsylvania Route 651 | 12          | 19         | Grenze zu Ohio bei Cannelton    | Homewood                          | aufgehoben 1946 |
| Pennsylvania Route 652 | 10          | 16         | in Indian Orchard               | Grenze zu New York bei Darbytown  |                 |
| Pennsylvania Route 653 | 26          | 42         | Normalville                     | in Garrett                        |                 |
| Pennsylvania Route 654 | 12          | 19         | Collomsville                    | in South Williamsport             |                 |
| Pennsylvania Route 655 | 82          | 132        | Grenze zu Maryland bei Dogstown | in Reedsville                     |                 |
| Pennsylvania Route 660 | 27          | 43         | Leonard Harrison State Park     | bei Mansfield                     |                 |
| Pennsylvania Route 662 | 26          | 42         | in Douglasville                 | Shoemakersville                   |                 |
| Pennsylvania Route 663 | 23          | 37         | Pottstown                       | Quakertown                        |                 |
| Pennsylvania Route 664 | 17          | 27         | Lock Haven                      | Haneyville                        |                 |
| Pennsylvania Route 666 | 32          | 51         | in East Hickory                 | in Sheffield                      |                 |
| Pennsylvania Route 669 | 6           | 10         | Grenze zu Maryland bei Springs  | in Salisbury                      |                 |
| Pennsylvania Route 670 | 21          | 34         | Honesdale                       | Orson                             |                 |
| Pennsylvania Route 672 | 9           | 14         | Lancaster                       | Manheim                           | aufgehoben 1946 |
| Pennsylvania Route 680 | 22          | 35         | in Kingston                     | Jacksonville                      | aufgehoben 1961 |
| Pennsylvania Route 683 | 7           | 11         | Hiestand                        | in Trappe                         | aufgehoben 1946 |
| Pennsylvania Route 690 | 12          | 19         | Rockdale                        | Hollisterville                    |                 |
| Pennsylvania Route 692 | 8           | 13         | in Great Bend                   | Oakland                           | aufgehoben 1946 |
| Pennsylvania Route 696 | 16          | 26         | Scotland                        | Newburg                           |                 |

### 701 – 800
| Name                   | Länge (mi.) | Länge (km) | Beginn            | Ende                             | Bemerkungen     |
| ---------------------- | ----------- | ---------- | ----------------- | -------------------------------- | --------------- |
| Pennsylvania Route 701 | 5           | 8          | in Bristol        | in Tullytown                     | aufgehoben 1932 |
| Pennsylvania Route 702 | 5           | 8          | Wind Gap          | Bangor                           | aufgehoben 1946 |
| Pennsylvania Route 706 | 35          | 56         | in Wyalusing      | in Milford                       |                 |
| Pennsylvania Route 707 | 2           | 3          | in Dalton         | Waverly                          | aufgehoben 1946 |
| Pennsylvania Route 709 | 6           | 10         | bei Martins Creek | Grenze zu New Jersey in Riverton | aufgehoben 1946 |
| Pennsylvania Route 711 | 55          | 89         | in Connellsville  | Cramer                           |                 |
| Pennsylvania Route 712 | 11          | 18         | in Martins Creek  | in Mount Bethel                  | aufgehoben 1946 |
| Pennsylvania Route 713 | 5           | 8          | in Croydon        | in South Langhorne               | aufgehoben 1946 |
| Pennsylvania Route 715 | 17          | 27         | in Brodheadsville | Henryville                       |                 |
| Pennsylvania Route 718 | 11          | 18         | West Middlesex    | Grenze zu Ohio bei Sharon        |                 |
| Pennsylvania Route 722 | 8           | 13         | Bamford           | Oregon                           |                 |
| Pennsylvania Route 724 | 30          | 48         | in Sinking Spring | Phoenixville                     |                 |
| Pennsylvania Route 729 | 22          | 35         | Janesville        | in Grampian                      |                 |
| Pennsylvania Route 731 | 5           | 8          | Buck Valley       | bei Amaranth                     |                 |
| Pennsylvania Route 732 | 4           | 6          | in Morrisville    | Yardley                          | aufgehoben 1946 |
| Pennsylvania Route 737 | 11          | 18         | in Kutztown       | Kempton                          |                 |
| Pennsylvania Route 739 | 19          | 31         | in Dingmans Ferry | bei Friendly Acres               |                 |
| Pennsylvania Route 741 | 26          | 42         | East Petersburg   | Gap                              |                 |
| Pennsylvania Route 742 | 0,5         | 1          | Paxinos           | Paxinos                          | aufgehoben 1963 |
| Pennsylvania Route 743 | 24          | 39         | Marietta          | bei Grantville                   |                 |
| Pennsylvania Route 746 | 3           | 5          | Aiken             | Rew                              | aufgehoben 1946 |
| Pennsylvania Route 747 | 15          | 24         | Three Springs     | Mount Union                      |                 |
| Pennsylvania Route 752 | 2           | 3          | Horsham           | in Horsham                       | aufgehoben 1932 |
| Pennsylvania Route 756 | 7           | 11         | Johnstown         | Elton                            |                 |
| Pennsylvania Route 760 | 6           | 10         | in West Middlesex | in Sharon                        |                 |
| Pennsylvania Route 763 | 3           | 5          | Hatboro           | Albidale                         | aufgehoben 1932 |
| Pennsylvania Route 764 | 13          | 21         | in Duncansville   | in Pinecroft                     |                 |
| Pennsylvania Route 766 | 2           | 3          | Jeannette         | Greensburg                       | aufgehoben 1946 |
| Pennsylvania Route 770 | 12          | 19         | Marshburg         | Aiken                            |                 |
| Pennsylvania Route 772 | 41          | 66         | Marietta          | Gap                              |                 |
| Pennsylvania Route 780 | 9           | 14         | New Kensington    | Alcoa Center                     |                 |
| Pennsylvania Route 790 | 2           | 3          | Hemlock Grove     | Greentown                        | aufgehoben 1946 |
| Pennsylvania Route 791 | 2           | 3          | in Churchill      | Rodi                             |                 |
| Pennsylvania Route 796 | 7           | 11         | Kelton            | Daleville                        |                 |

### 801 – 900
| Name                   | Länge (mi.) | Länge (km) | Beginn                                   | Ende                                  | Bemerkungen     |
| ---------------------- | ----------- | ---------- | ---------------------------------------- | ------------------------------------- | --------------- |
| Pennsylvania Route 802 | 5           | 8          | Woodville                                | in Pittsburgh                         | aufgehoben 1946 |
| Pennsylvania Route 805 | 7           | 11         | Pittsburgh                               | Millvale                              | aufgehoben 1946 |
| Pennsylvania Route 808 | 2           | 3          | Sharpsburg                               | Fox Chapel                            | aufgehoben 1946 |
| Pennsylvania Route 813 | 4           | 6          | Reliance                                 | in Sellersville                       | aufgehoben 1946 |
| Pennsylvania Route 819 | 46          | 74         | Vanderbilt                               | Paulton                               |                 |
| Pennsylvania Route 820 | 7           | 11         | Colebrook                                | in Palmyra                            | aufgehoben 1946 |
| Pennsylvania Route 821 | 1           | 2          | bei Temple                               | bei Temple                            | aufgehoben 1946 |
| Pennsylvania Route 823 | 3           | 5          | Borough of Big Shanty                    | in Lewis Run                          | aufgehoben 1932 |
| Pennsylvania Route 824 | 1           | 2          | Borough of Bendersville                  | Bendersville                          | aufgehoben 1946 |
| Pennsylvania Route 825 | 0,25        | 0,4        | Borough of Janesville                    | Janesville                            | aufgehoben 1946 |
| Pennsylvania Route 826 | 12          | 19         | in Tioga Junction                        | Grenze zu New York bei Tioga          | aufgehoben 1941 |
| Pennsylvania Route 827 | 1           | 2          | in Martins Creek                         | Martins Creek                         | aufgehoben 1933 |
| Pennsylvania Route 828 | 1           | 2          | in Williamsport                          | in Garden View                        | aufgehoben 1975 |
| Pennsylvania Route 829 | 16          | 26         | Knightsville                             | in Mill Creek                         |                 |
| Pennsylvania Route 830 | 14          | 23         | bei Emericksville                        | bei Falls Creek                       |                 |
| Pennsylvania Route 831 | 2           | 3          | in Altoona                               | in Greenwood                          | aufgehoben 1928 |
| Pennsylvania Route 832 | 11          | 18         | Sterrettania                             | Presque Isle State Park               |                 |
| Pennsylvania Route 833 | 5           | 8          | Buffalo Mills                            | Sulfur Springs                        | aufgehoben 1946 |
| Pennsylvania Route 834 | 7           | 11         | Dallas                                   | Center Moreland                       | aufgehoben 1946 |
| Pennsylvania Route 835 | 4           | 6          | Talley Cavey                             | Dorseyville                           | aufgehoben 1946 |
| Pennsylvania Route 836 | 14          | 23         | Dorseyville                              | Talley Cavey                          | aufgehoben 1946 |
| Pennsylvania Route 837 | 40          | 64         | Carroll                                  | in Pittsburgh                         |                 |
| Pennsylvania Route 838 | 14          | 23         | Windham Center                           | Little Meadows                        | aufgehoben 1946 |
| Pennsylvania Route 839 | 20          | 32         | Nu Mine                                  | South Bethlehem                       |                 |
| Pennsylvania Route 840 | 7           | 11         | Towerville                               | Romansville                           | aufgehoben 1946 |
| Pennsylvania Route 841 | 17          | 27         | Grenze zu Maryland bei Lewisville        | Doe Run                               |                 |
| Pennsylvania Route 842 | 15          | 24         | Clonmell                                 | in West Chester                       |                 |
| Pennsylvania Route 843 | 7           | 11         | Commodore                                | Uniontown                             | aufgehoben 1946 |
| Pennsylvania Route 844 | 15          | 24         | Grenze zu West Virginia bei Independance | Washington                            |                 |
| Pennsylvania Route 845 | 3           | 5          | in Stoneboro                             | Sandy Lake                            |                 |
| Pennsylvania Route 846 | 13          | 21         | Sharon                                   | Greenville                            |                 |
| Pennsylvania Route 847 | 10          | 16         | Broad Top City                           | Cassville                             | aufgehoben 1946 |
| Pennsylvania Route 848 | 7           | 11         | Gibson                                   | in New Milford                        |                 |
| Pennsylvania Route 849 | 25          | 40         | Roseburg                                 | in Duncannon                          |                 |
| Pennsylvania Route 850 | 44          | 71         | Reeds Gap                                | in Marysville                         |                 |
| Pennsylvania Route 851 | 32          | 51         | Sticks                                   | Bryansville Station                   |                 |
| Pennsylvania Route 852 | 12          | 19         | Pleasantville                            | Clayton                               | aufgehoben 1946 |
| Pennsylvania Route 853 | 5           | 8          | Campbelltown                             | Cornwall                              | aufgehoben 1946 |
| Pennsylvania Route 854 | 20          | 32         | Leatherwood                              | bei Elk City                          | aufgehoben 1984 |
| Pennsylvania Route 855 | 6           | 10         | Borough of Mars                          | Evans City                            | aufgehoben 1946 |
| Pennsylvania Route 856 | 20          | 32         | Freedom                                  | Emsworth                              | aufgehoben 1977 |
| Pennsylvania Route 857 | 11          | 18         | Grenze zu West Virginia bei Springhill   | in Chadville                          |                 |
| Pennsylvania Route 858 | 16          | 26         | Rushville                                | Grenze zu New York bei Little Meadows |                 |
| Pennsylvania Route 859 | 6           | 10         | Le Raysville                             | Middletown Center                     | aufgehoben 1946 |
| Pennsylvania Route 860 | 3           | 5          | Tylersburg                               | Frills Corner                         | aufgehoben 1946 |
| Pennsylvania Route 861 | 12          | 19         | Rimersburg                               | New Bethlehem                         |                 |
| Pennsylvania Route 862 | 7           | 11         | Borough of Templeton                     | Goheenville                           | aufgehoben 1946 |
| Pennsylvania Route 863 | 14          | 23         | bei Maxatawney                           | New Tripoli                           |                 |
| Pennsylvania Route 864 | 12          | 19         | Farragut                                 | in Picture Rocks                      |                 |
| Pennsylvania Route 865 | 18          | 29         | in Bellewood                             | Coalport                              |                 |
| Pennsylvania Route 866 | 22          | 35         | Woodbury                                 | in Point View                         |                 |
| Pennsylvania Route 867 | 12          | 19         | Brumbaugh                                | Roaring Springs                       |                 |
| Pennsylvania Route 868 | 5           | 8          | Waterside                                | Bakers Summit                         |                 |
| Pennsylvania Route 869 | 33          | 53         | bei Saint Michael                        | New Enterprise                        |                 |
| Pennsylvania Route 871 | 4           | 6          | Springmeadow                             | Osterburg                             | aufgehoben 1946 |
| Pennsylvania Route 872 | 40          | 64         | Jericho                                  | in Coudersport                        |                 |
| Pennsylvania Route 873 | 9           | 14         | Schnecksville                            | Weiders Crossing                      |                 |
| Pennsylvania Route 875 | 1           | 2          | Turbotsville                             | Borough of Comly                      | aufgehoben 1946 |
| Pennsylvania Route 876 | 5           | 8          | Washingtonville                          | Strawberry Ridge                      | aufgehoben 1946 |
| Pennsylvania Route 877 | 3           | 5          | Ursina                                   | Borough of Humbert                    | aufgehoben 1946 |
| Pennsylvania Route 879 | 43          | 69         | in Grampian                              | Moshannon                             |                 |
| Pennsylvania Route 880 | 25          | 40         | Rebersburg                               | Oval                                  |                 |
| Pennsylvania Route 881 | 5           | 8          | Versailles                               | East Pittsburgh                       | aufgehoben 1946 |
| Pennsylvania Route 882 | 4           | 6          | Lovedale                                 | Boston                                | aufgehoben 1946 |
| Pennsylvania Route 883 | 3           | 5          | Boston                                   | Boston                                | aufgehoben 1932 |
| Pennsylvania Route 884 | 6           | 10         | Mustard                                  | Elizabeth                             | aufgehoben 1946 |
| Pennsylvania Route 885 | 14          | 23         | Clairton                                 | in Pittsburgh                         |                 |
| Pennsylvania Route 886 | 2           | 3          | Elizabeth                                | Lovedale                              | aufgehoben 1946 |
| Pennsylvania Route 888 | 3           | 5          | Borough of Glen Iron                     | Laurelton                             | aufgehoben 1946 |
| Pennsylvania Route 889 | 3           | 5          | Vicksburg                                | Borough of Mazeppa                    | aufgehoben 1946 |
| Pennsylvania Route 890 | 9           | 14         | Trevorton                                | Hamilton                              |                 |
| Pennsylvania Route 891 | 12          | 19         | Pitman                                   | in Hamilton                           | aufgehoben 1946 |
| Pennsylvania Route 892 | 3           | 5          | Schoenersville                           | Howertown                             | aufgehoben 1946 |
| Pennsylvania Route 893 | 28          | 45         | Waterville                               | Morris                                | aufgehoben 1955 |
| Pennsylvania Route 894 | 7           | 11         | in Paxtonia                              | Pikestown                             | aufgehoben 1946 |
| Pennsylvania Route 895 | 47          | 76         | Pine Grove                               | Bowmanstown                           |                 |
| Pennsylvania Route 896 | 33          | 53         | Grenze zu Maryland bei Strickersville    | Smoketown                             |                 |
| Pennsylvania Route 897 | 41          | 66         | in Gap                                   | in Hebron                             |                 |
| Pennsylvania Route 898 | 4           | 6          | in Gouglersville                         | in Shillington                        | aufgehoben 1946 |
| Pennsylvania Route 899 | 11          | 18         | Clarington                               | Roses                                 |                 |
| Pennsylvania Route 900 | 6           | 10         | in Loretto                               | Chest Springs                         | aufgehoben 1928 |

### 901 – 999
| Name                   | Länge (mi.) | Länge (km) | Beginn                            | Ende                             | Bemerkungen     |
| ---------------------- | ----------- | ---------- | --------------------------------- | -------------------------------- | --------------- |
| Pennsylvania Route 901 | 22          | 35         | Ranshaw                           | Cressona                         |                 |
| Pennsylvania Route 902 | 12          | 19         | in Lansford                       | Lehighton                        |                 |
| Pennsylvania Route 903 | 17          | 27         | in Jim Thorpe                     | Brier Crest Woods                |                 |
| Pennsylvania Route 904 | 5           | 8          | Borough of Kunkletown             | in Kresgeville                   | aufgehoben 1946 |
| Pennsylvania Route 905 | 7           | 11         | East Monongahela                  | Elizabeth                        | aufgehoben 1946 |
| Pennsylvania Route 906 | 11          | 18         | Naomi                             | Milesville                       |                 |
| Pennsylvania Route 907 | 6           | 10         | Loretto                           | Chest Springs                    | aufgehoben 1946 |
| Pennsylvania Route 908 | 16          | 26         | Acmetonia                         | Birdville                        | aufgehoben 1946 |
| Pennsylvania Route 909 | 6           | 10         | Oakmont                           | Lower Burrell                    | aufgehoben 1946 |
| Pennsylvania Route 910 | 19          | 31         | in Wexford                        | Harmerville                      |                 |
| Pennsylvania Route 911 | 3           | 5          | Sygen                             | Woodville                        | aufgehoben 1946 |
| Pennsylvania Route 913 | 17          | 27         | Saxton                            | Waterfall                        |                 |
| Pennsylvania Route 914 | 4           | 6          | in Marion                         | New Franklin                     |                 |
| Pennsylvania Route 915 | 22          | 35         | in Crystal Spring                 | Hopewell                         |                 |
| Pennsylvania Route 916 | 5           | 8          | Clearville                        | Borough of Mattie                | aufgehoben 1946 |
| Pennsylvania Route 917 | 11          | 18         | bei Cokeburg                      | Ginger Hill                      |                 |
| Pennsylvania Route 918 | 4           | 6          | Chaneyville                       | Millers Corners                  | aufgehoben 1946 |
| Pennsylvania Route 919 | 14          | 23         | Weishample                        | in Fountain Springs              | aufgehoben 1946 |
| Pennsylvania Route 920 | 2           | 3          | Cly                               | Borough of Goldsboro             | aufgehoben 1946 |
| Pennsylvania Route 921 | 10          | 16         | Dover                             | Mount Wolf                       |                 |
| Pennsylvania Route 922 | 3           | 5          | Borough of Conestoga              | New Danville                     | aufgehoben 1946 |
| Pennsylvania Route 923 | 4           | 6          | Airville                          | York Furnace                     | aufgehoben 1932 |
| Pennsylvania Route 924 | 22          | 35         | Frackville                        | Hazleton                         |                 |
| Pennsylvania Route 925 | 15          | 24         | in Bohrmans Mill                  | South Tamaqua                    | aufgehoben 1946 |
| Pennsylvania Route 926 | 26          | 42         | Russelville                       | Willistown                       |                 |
| Pennsylvania Route 927 | 2           | 3          | Rose Tree                         | Marple                           | aufgehoben 1947 |
| Pennsylvania Route 928 | 11          | 18         | Grenze zu Maryland bei Plum Run   | in Big Cove Tannery              |                 |
| Pennsylvania Route 929 | 4           | 6          | in Beaver Springs                 | Borough of Troxelville           | aufgehoben 1946 |
| Pennsylvania Route 930 | 25          | 40         | Stoops Ferry                      | Ohioville                        | aufgehoben 1946 |
| Pennsylvania Route 931 | 6           | 10         | Frankfort Springs                 | bei Clinton                      | aufgehoben 1946 |
| Pennsylvania Route 932 | 6           | 10         | bei New Bedford                   | Grenze zu Ohio bei New Bedford   | aufgehoben 1985 |
| Pennsylvania Route 933 | 17          | 27         | in Mundys Corner                  | in Northern Cambria              | aufgehoben 1967 |
| Pennsylvania Route 934 | 11          | 18         | bei Fontana                       | in Indiantown                    |                 |
| Pennsylvania Route 935 | 4           | 6          | Borough of Milbach                | in Millardsville                 | aufgehoben 1946 |
| Pennsylvania Route 936 | 1           | 2          | Borough of Lorane                 | bei Lorane                       | aufgehoben 1946 |
| Pennsylvania Route 937 | 2           | 3          | Borough of Stoverstown            | New Salem                        | aufgehoben 1946 |
| Pennsylvania Route 938 | 5           | 8          | Hillsgrove                        | Lincoln Falls                    | aufgehoben 1946 |
| Pennsylvania Route 940 | 44          | 71         | Hazleton                          | Paradise Valley                  |                 |
| Pennsylvania Route 941 | 3           | 5          | Cedarledge                        | Borough of Gleason               | aufgehoben 1941 |
| Pennsylvania Route 942 | 7           | 11         | Borough of Ellentown              | Grover                           | aufgehoben 1946 |
| Pennsylvania Route 943 | 3           | 5          | Borough of Calvert                | Gray                             | aufgehoben 1955 |
| Pennsylvania Route 944 | 31          | 50         | McCrea                            | in West Fairview                 |                 |
| Pennsylvania Route 945 | 6           | 10         | Minisink Hills                    | in Coolbaughs                    | aufgehoben 1946 |
| Pennsylvania Route 946 | 18          | 29         | Berlinsville                      | Newburg                          |                 |
| Pennsylvania Route 948 | 38          | 61         | Kersey                            | Barnes                           |                 |
| Pennsylvania Route 949 | 45          | 72         | Summerville                       | in Ridgway                       |                 |
| Pennsylvania Route 950 | 7           | 11         | in Reynoldsville                  | Falls Creek                      |                 |
| Pennsylvania Route 951 | 10          | 16         | in Prescottville                  | in Luthersburg                   | aufgehoben 1946 |
| Pennsylvania Route 952 | 10          | 16         | Panic                             | in Stump Creek                   | aufgehoben 1984 |
| Pennsylvania Route 953 | 4           | 6          | Borough of Hamilton               | Valier                           | aufgehoben 1946 |
| Pennsylvania Route 954 | 35          | 56         | Waterman                          | Trade City                       |                 |
| Pennsylvania Route 955 | 4           | 6          | Lawrence Park                     | in Harborcreek                   |                 |
| Pennsylvania Route 956 | 12          | 19         | in Harlansburg                    | New Wilmington                   |                 |
| Pennsylvania Route 957 | 25          | 40         | in Columbus                       | in Russell                       |                 |
| Pennsylvania Route 958 | 9           | 14         | in Wrightsville                   | Grenze zu New York bei Bear Lake |                 |
| Pennsylvania Route 959 | 8           | 13         | Wharton                           | Austin                           | aufgehoben 1935 |
| Pennsylvania Route 960 | 12          | 19         | Thumptown                         | Wellsboro                        | aufgehoben 1955 |
| Pennsylvania Route 961 | 10          | 16         | Antrim                            | in Pitts                         | aufgehoben 1946 |
| Pennsylvania Route 962 | 3           | 5          | Borough of Silver Spring          | in Milford                       | aufgehoben 1946 |
| Pennsylvania Route 963 | 4           | 6          | in Matamoras                      | Borough of Millrift              | aufgehoben 1946 |
| Pennsylvania Route 964 | 6           | 10         | J. C. Haylett Corners             | bei Canals Center                | aufgehoben 1966 |
| Pennsylvania Route 965 | 12          | 19         | bei Jackson Center                | in Waterloo Bridge               |                 |
| Pennsylvania Route 966 | 11          | 18         | in Clarion                        | Scotch Hill                      | aufgehoben 1969 |
| Pennsylvania Route 967 | 1           | 2          | Borough of Henderson              | in Day                           | aufgehoben 1946 |
| Pennsylvania Route 968 | 15          | 24         | in Brookville                     | Green Briar                      | aufgehoben 1984 |
| Pennsylvania Route 969 | 10          | 16         | in Bells Landing                  | Curwensville                     |                 |
| Pennsylvania Route 970 | 5           | 8          | in Woodland                       | Shawville                        |                 |
| Pennsylvania Route 971 | 15          | 24         | in Altoona                        | Union Furnace                    | aufgehoben 1946 |
| Pennsylvania Route 972 | 8           | 13         | in Reedsville                     | Siglerville                      | aufgehoben 1946 |
| Pennsylvania Route 973 | 26          | 42         | Tomb                              | Loyalsockville                   |                 |
| Pennsylvania Route 974 | 2           | 3          | Allenwood                         | in Allenwood                     | aufgehoben 1946 |
| Pennsylvania Route 975 | 3           | 5          | in White Deer                     | Borough of White Deer Furnace    | aufgehoben 1946 |
| Pennsylvania Route 976 | 4           | 6          | Borough of Kelly Cross Roads      | in West Milton                   | aufgehoben 1946 |
| Pennsylvania Route 977 | 1           | 2          | in Lewisburg                      | Borough of Montandon             | aufgehoben 1936 |
| Pennsylvania Route 978 | 10          | 16         | Gladden                           | in Imperial                      |                 |
| Pennsylvania Route 979 | 4           | 6          | Montour                           | Imperial                         | aufgehoben 1946 |
| Pennsylvania Route 980 | 17          | 27         | Hill Church                       | bei Santiago                     |                 |
| Pennsylvania Route 981 | 49          | 79         | Smithton                          | Salina                           |                 |
| Pennsylvania Route 982 | 33          | 53         | in Moyer                          | bei Blairsville                  |                 |
| Pennsylvania Route 983 | 4           | 6          | in Milroy                         | Siglerville                      | aufgehoben 1946 |
| Pennsylvania Route 984 | 5           | 8          | Borough of Royer                  | Williamsburg                     | aufgehoben 1932 |
| Pennsylvania Route 985 | 21          | 34         | Somerset                          | Ferndale                         |                 |
| Pennsylvania Route 986 | 2           | 3          | bei Newton Hamilton               | Newton Hamilton                  | aufgehoben 1946 |
| Pennsylvania Route 987 | 10          | 16         | in Allentown                      | Klecknersville                   |                 |
| Pennsylvania Route 989 | 11          | 18         | Ambridge                          | Unionville                       |                 |
| Pennsylvania Route 990 | 0,25        | 0,4        | North Versailles                  | in North Versailles              | aufgehoben 1946 |
| Pennsylvania Route 991 | 2           | 3          | Fite Station                      | in East McKeesport               | aufgehoben 1946 |
| Pennsylvania Route 992 | 4           | 6          | in Adamsburg                      | Harrison City                    | aufgehoben 1946 |
| Pennsylvania Route 993 | 14          | 23         | Trafford                          | Delmont                          |                 |
| Pennsylvania Route 994 | 27          | 43         | Entriken                          | in Orbisonia                     |                 |
| Pennsylvania Route 995 | 19          | 31         | Claylick                          | bei Pleasant View                |                 |
| Pennsylvania Route 996 | 3           | 5          | in Guilford Hills                 | Scotland                         | aufgehoben 1946 |
| Pennsylvania Route 997 | 49          | 79         | Grenze zu Maryland bei Waynesboro | McCrea                           |                 |
| Pennsylvania Route 998 | 4           | 6          | in Abbotstown                     | East Berlin                      | aufgehoben 1946 |
| Pennsylvania Route 999 | 9           | 14         | Washington Boro                   | Lancaster                        |                 |